# Казлъчешме
Казлъчешме (на турски: Kazlıçeşme) е един от седемте квартала на район Зейтинбурну в Истанбул, Турция. Създаден през 1957 г., това е най-големият квартал на Зейтинбурну. Местността е получила името си от историческия фонтан (на турски: çeşme) с релефна фигура на гъска (на турски: kaz) под надписа на извора, който го датира от 953 г. по Хиджра (1537 г. сл. Хр.).
Простирайки се между район Бакъркьой на югозапад и квартал Фатих на североизток, където граничи с историческите стени на Константинопол, районът обхваща цялата брегова линия на Зейтинбурну в Мраморно море. Дългият 13 км крайбрежен път булевард Кенеди, свързващ Сиркеджи с Бакъркьой, минава през Казлъчешме.

## История
Казлъчешме е определен за кланица, кожарска фабрика и производство на свещи с декрет на османския султан Мехмед Завоевателя (управлявал 1444 – 46 и 1451 – 81) скоро след превземането на Константинопол през 1453 г. Казлъчешме е избран като място извън градските стени поради много лошата миризма, произвеждана от древните цехове за кожа. В Казлъчешме е имало едновременно 360 цехове за кожа и 33 месарници. Цеховете за кожа и фабриките за кожарска промишленост в района се преместват през 1993 г. в модерна промишлена зона в район Тузла на азиатския бряг на Истанбул, създадена за тази специална цел. След като цялата кожарска промишленост напуска Казлъчешме, старите фабрични сгради са разрушени и районът се превръща в голямо обществено пространство, което днес се използва за политически и социални митинги.

## Интересни места
Някои от историческите религиозни сгради в Казлъчешме са Казлъчешме Фатих джамия, която се приписва на султан Мехмед Завоевателя и се счита за една от първите две джамии, построени от турци в Истанбул, Ериклибаба Теке и Мерзифонлу Кара Мустафа паша Масджид.
Тук се намира многофункционалната закрита зала Абди Ипекчи Арена. Казлъчешме е и мястото, където се намират исторически сгради на гръцката и арменската общност, като гръцката болница Балъклъ и арменската болница Йедикуле Сурп Пъргич.
Железопътната гара на Казлъчешме, която обслужва железопътната линия Сиркеджи-Халкалъ, е изведена от експлоатация на 1 март 2013 г. в рамките на работите по подобряване на проекта Мармарай. С откриването на първия етап на Мармарай на 29 октомври 2013 г., жп гара Казлъчешме става временна западна крайна спирка на линията, която започва от Айрълъкчешмеси в европейската част на Истанбул и пресича под вода Босфора.
Създадено през 1999 г., пристанището Зейтинбурну (известно още като Zeyport) има пет кея с общо 1000 m дълъг кей и може да обслужва едновременно десет кораба до 3900 бруто тона всеки. В началото на XXI век международното пристанище често се използва от руски и украински туристи.